# Långkärret, Lappland
Långkärret är en sjö i Storumans kommun i Lappland och ingår i Umeälvens huvudavrinningsområde.